# غائية

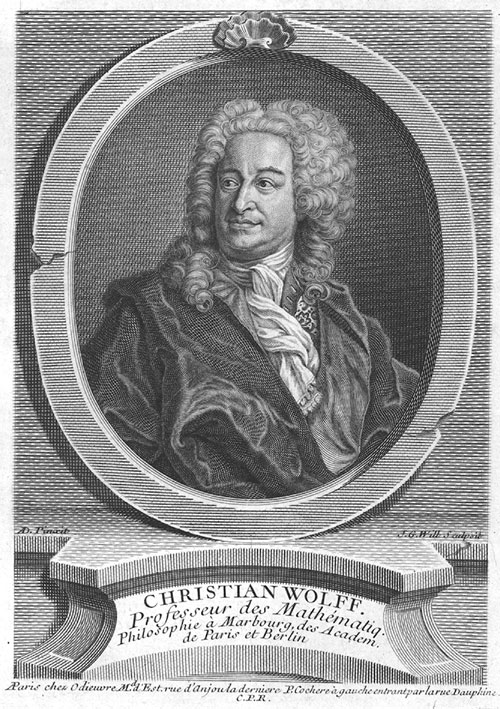

الغائية (بالإنجليزية: Teleology أو finality) هي استنباط منطقي أو تفسير للشيء بوصفه تابعًا وظيفيًا لنهايته أو غايته أو هدفه، والكلمة مشتقة من المفردتين اليونانيتين: «telos» (النهاية أو الهدف أو الغاية) و«logos» (السبب أو التفسير). تسمى الغاية التي يفرضها استعمالٌ بشري، مثل الغاية من شوكة الطعام، «غاية غير جوهرية» (أو علائقية). وتؤكد الغائية الطبيعية -التي شاعت في الفلسفة الكلاسيكية لكنها باتت نقطة خلافية اليوم- أن الكيانات الطبيعية لديها أيضًا غايات جوهرية، منفلتة من عقال الاستعمال أو الرأي البشريين. على سبيل المثال، زعم أرسطو أن الغاية الجوهرية لجوزة بلوط تتمثل في أن تصبح شجرة بلوط تامة النضج.
على الرغم من رفض الذريين القدامى لمفهوم الغائية الطبيعية، فلطالما خاضت مدارس الفلسفة القديمة والقروسطية في السرديات الغائية حول الطبيعة اللاشخصية أو اللابشرية، وغالبًا ما صادقت عليها، بيد أن هذه المواضيع باتت محط ازدراء خلال العصر الحديث (1600-1900). في أواخر القرن الثامن عشر، استخدم إيمانويل كانت مفهوم الغاية مبدأً ناظمًا في كتابه «نقد ملكة الحكم»، وكذلك كانت الغائية حجر أساس في فلسفة ج. ف. ف. هيغل.
ما تزال النقاشات تدور وسط الفلاسفة والعلماء المعاصرين حول فائدة المسلّمات الغائية ودقتها من عدمهما في طرح الفلسفات والنظريات العلمية الحديثة. يتجلى أحد أمثلة إعادة إدخال الغائية في اللغة الحديثة بمفهوم «الجاذب»، وكذلك ظهر مثال آخر في عام 2012، إذ اقترح توماس ناغل -وهو ليس اختصاصي علم الأحياء- سرديةً غير داروينية للتطور تدمج بين القوانين الغائية الطبيعية واللاشخصية كي تفسر كينونة الحياة والوعي والعقلانية والقيمة الموضوعية. وبغض البصر عن ذلك، من الممكن أيضًا ألا تُربط الدقة بالمنفعة إذ تفيد الخبرة الشائعة في البيداغوجيا أن حداً أدنى من الغائية الظاهرية قد يكون نافعاً للتفكير في التطور الدارويني وشرحه حتى لو لم يكن التطور مسيّرًا بدوافع غائية صحيحة. وبذلك يكون الأسهل أن يقال إن التطور «منح» الذئاب أنيابًا حادة؛ لأن هذه الأسنان «تخدم غاية» الافتراس بصرف النظر عما إذا كان ثمة واقع لا غائي مضمَر لا يكون فيه التطور فاعلًا له مقاصد. وبصياغة أخرى، لأن عمليات المعرفة والتعلم لدى البشر تعتمد عادةً على البنية السردية للقصص (من فاعلين وأهداف وسببية قريبة أكثر من البعيدة)، فمن شأن سويةٍ دنيا من الغائية أن تُعَد مفيدةً -أو ممكنة التقبل على الأقل- من أجل أهداف عملية، حتى بالنسبة إلى الأشخاص الذين يرفضون اعتبارها دقيقة على المستوى الكوني.

## أصل التسمية
المفردة الإنجليزية «teleology» مبنية من مفردتين يونانيتين هما «τέλος, telos» (نهاية أو غاية) و«λογία, logia» (مبحث أو دراسة أو فرع معرفي)، وقد صاغ الفيلسوف الألماني كرستيان فون فولف المصطلح (بشكله اللاتيني «teleologia») في عام 1728 ضمن عمله المعنون «Philosophia Rationalis Sive Logica».

## لمحة تاريخية
في الفلسفة الغربية، نشأ مصطلح الغائية ومفهومها في كتابات أفلاطون وأرسطو. تعطي علل أرسطو الأربع منزلة مميزة للغاية الخاصة بكل شيء من الأشياء أو «علته النهائية»، وبهذا كان قد تبِع معلمَه أفلاطون في رؤية الغاية الموجودة بالطبيعة البشرية وتحت البشرية.

### الأفلاطونية
في حوارية الـ«فايدو»، يدافع أفلاطون على لسان سقراط عن الفكرة التي تقول إنه يجب بالتفسيرات الصحيحة لأي ظاهرة فيزيائية أن تكون غائية، ويؤنب الذين يفشلون في التمييز بين العلل الضرورية لشيء ما والعلل الكافية له، التي يعرّفها على الترتيب بـ«العلل المادية» و«العلل النهائية» (فايدو ص98-99): «تخيل ألا تكون قادرًا على التفريق بين العلة الحقيقية من جهة، وتلك التي لا تكون العلةُ قادرةً دونها على التصرف بوصفها علة من جهة أخرى. يبدو أن هذه حال الأكثرية، إذ يتصرفون كمن يتلمس طريقه في الظلام، فيسمونها علة مطلقين عليها اسمًا ليس لها. ولهذا قد يحيط شخصٌ ما الأرضَ بدوامة في سبيل المحافظة على ثبات السماء، بينما يجعل آخرُ الهواءَ يدعمها مثل غطاء مديد. أما بالنسبة إلى قدرتهم على شغل أفضل مكان يستطيعونه في هذه اللحظة بالذات، فهذا أمر لا يتقصون عنه، ولا يعتقدون بامتلاكه لأي قوة إلهية، لكنهم يعتقدون أنهم سيكتشفون في وقت ما أطلس آخر أقوى وأكثر خلودًا يتكفل بمتابعة حمل كل شيء دفعة واحدة، ولا يعتقدون أن الروابط أصيلة الجودة و(الملزمة) هي ما يربطهم ويجمعهم ببعضهم». - أفلاطون، فايدو ص99
يجادل أفلاطون هنا أنه بالرغم من كون المواد التي تشكل جسمًا ما شروطًا ضرورية لحركة هذا الجسم أو تصرفه بطريقة معينة، فهي لا يمكن أن تكون شرطًا كافيًا لحركته أو تصرفه بالسلوك الذي يسلكه. على سبيل المثال، (كما في فايدو ص98)، إن كان سقراط جالسًا في سجن أثيني، فمرونة أوتاره هي ما يسمح له بالجلوس، ولهذا يمكن تصنيف الوصف الفيزيائي لأوتاره تحت «الشروط الضرورية» أو «الشروط المساعدة» لفعل الجلوس الذي يقوم به (فايدو ص99-ب، طيماوس ص46ج9-د4، ص69هـ6). مع ذلك، فما هذه سوى شروط ضرورية لجلوس سقراط. ويكون تقديم وصف فيزيائي لجسد سقراط بمثابة القول إن سقراط جالس، لكنه لا يعطينا أي فكرة عن السبب الذي أدى به إلى الجلوس في المقام الأول. وفي سبيل القول إنه جالس لا غير جالس، علينا أن نشرح ما هو الجيد في جلوسه؛ لأن كل الأشياء التي يُتسبَب في حدوثها (مثل جميع نواتج الأفعال) تحدث لأن الفاعل رأى شيئًا جيدًا فيها.  فيتطلب تقديم تفسير حول شيء ما تحديدَ الجيد فيه، وخصلة الجودة هذه هي العلة الفعلية لهذا الشيء هي غايته، أو «سبب حدوثه». (طيماوس ص27د8، ص29أ).

### الأرسطية
خطّأ أرسطو محاولةَ ديمقراط حصر كل الأشياء بتعريفها على أنها مجرد ضرورة؛ لأن في هذا إهمالًا للهدف والترتيب و«العلة النهائية»، التي تتسبب بوجود هذه الظروف الضرورية: «إن إهمال ديمقراط للعلة النهائية يحصر كل عمليات الطبيعة في اعتبارها ضرورة فقط. صحيح أنها ضرورة، غير أنها موجودة مع ذلك من أجل علة نهائية وفي سبيل الأفضل في كل حالة. وعليه فما من شيء يمنع الأسنان عن التشكل والتساقط بهذه الطريقة، بيد أن الرواية التي يسردها هذا النهج لا تغطي هذه العلل وإنما تدور حول النهاية فقط...» - أرسطو، في كون الحيوان، المجلد الثامن، ص789أ8-ب15
في كتابه، «الفيزياء: السماع الطبيعي»، يرفض أرسطو افتراض أفلاطون أن الكون مخلوق من قبل مصمم ذكي باستخدام أشكال أبدية من نموذجه. بالنسبة إلى أرسطو، تنتج النهايات الطبيعية عن «طبائع» (عناصر تغيير مبدئية داخلية لدى الكائنات الحية)، والطبائع –في زعم أرسطو- لا تتأنى وتدرس أفعالها (أي لا تتعمّدها): «من السخيف افتراض أن النهايات ليست حاضرة [في الطبيعة] لمجرد أننا لا نرى وسيطًا يتعمّد أفعاله». - أرسطو، الفيزياء 2.8، ص199ب27-9، انظر أيضًا: الفيزياء 2.8-6 حيث تكون «الطبائع» نقيضة للذكاء.
قامت هذه المجادلات الأفلاطونية والأرسطية في المقام المضاد للمجادلات الأقدم التي قدمها ديمقراط وبعده لوكريتيوس، اللذان كان كلاهما مؤيدين لما درجت تسميته اليوم غالبًا بـ«مذهب المصادفة»: «لا شيء في الجسم مصنوع من أجل أن نستطيع استخدامه، بل الشكل الذي صادف أن وُجد عليه هو علة استخدامه». - لوكريتيوس، في طبيعة الأشياء، الجزء الرابع، ص833، قارن مع ص822، ص56.